# Бадд, Дэйв
Дэвид Л. Дэйв Бадд (англ. David L. "Dave" Budd, род. 28 октября 1938 года) — американский профессиональный баскетболист, выступавший в Национальной баскетбольной ассоциации за клуб «Нью-Йорк Никс».

## Профессиональная карьера
Бадд был выбран на драфте НБА 1960 года клубом «Нью-Йорк Никс» во втором раунде под общим 10 номером. На этом же драфте под первым и вторым номерами соответственно были выбраны Оскар Робертсон и Джерри Уэст. Несмотря на то, что Бадд ни разу не выступал в матчах всех звёзд НБА, он играл на достаточно высоком уровне. Дэйв участвовал в матче «Никс» против «Филадельфии Уорриорз», в котором Уилт Чемберлен набрал 100 очков. В том поединке Бадд единственный из игроков «Никс» смог набрать дабл-дабл (он набрал 13 очков и сделал 10 подборов за 27 минут), и стал лидером команды по количеству сделанных подборов.
В 1961 году был выбран на драфте расширения НБА клубом «Чикаго Пэкерс».

## Статистика

### Статистика в НБА
| Сезон                                                                                    | Команда  | Регулярный сезон | Регулярный сезон | Регулярный сезон | Регулярный сезон | Регулярный сезон | Регулярный сезон | Регулярный сезон | Регулярный сезон | Регулярный сезон | Регулярный сезон | Регулярный сезон | Серия плей-офф | Серия плей-офф | Серия плей-офф | Серия плей-офф | Серия плей-офф | Серия плей-офф | Серия плей-офф | Серия плей-офф | Серия плей-офф | Серия плей-офф | Серия плей-офф |
| Сезон                                                                                    | Команда  | GP               | GS               | MPG              | FG%              | 3P%              | FT%              | RPG              | APG              | SPG              | BPG              | PPG              | GP             | GS             | MPG            | FG%            | 3P%            | FT%            | RPG            | APG            | SPG            | BPG            | PPG            |
| ---------------------------------------------------------------------------------------- | -------- | ---------------- | ---------------- | ---------------- | ---------------- | ---------------- | ---------------- | ---------------- | ---------------- | ---------------- | ---------------- | ---------------- | -------------- | -------------- | -------------- | -------------- | -------------- | -------------- | -------------- | -------------- | -------------- | -------------- | -------------- |
| 1960/61                                                                                  | Нью-Йорк | 61               |                  | 17,6             | 43,2             |                  | 64,9             | 4,9              | 0,7              |                  |                  | 6,5              | Не участвовал  | Не участвовал  | Не участвовал  | Не участвовал  | Не участвовал  | Не участвовал  | Не участвовал  | Не участвовал  | Не участвовал  | Не участвовал  | Не участвовал  |
| 1961/62                                                                                  | Нью-Йорк | 79               |                  | 17,3             | 43,6             |                  | 59,7             | 4,4              | 1,1              |                  |                  | 6,5              | Не участвовал  | Не участвовал  | Не участвовал  | Не участвовал  | Не участвовал  | Не участвовал  | Не участвовал  | Не участвовал  | Не участвовал  | Не участвовал  | Не участвовал  |
| 1962/63                                                                                  | Нью-Йорк | 78               |                  | 22,1             | 49,3             |                  | 74,8             | 5,1              | 1,1              |                  |                  | 9,5              | Не участвовал  | Не участвовал  | Не участвовал  | Не участвовал  | Не участвовал  | Не участвовал  | Не участвовал  | Не участвовал  | Не участвовал  | Не участвовал  | Не участвовал  |
| 1963/64                                                                                  | Нью-Йорк | 73               |                  | 14,1             | 43,1             |                  | 73,0             | 3,8              | 0,8              |                  |                  | 4,7              | Не участвовал  | Не участвовал  | Не участвовал  | Не участвовал  | Не участвовал  | Не участвовал  | Не участвовал  | Не участвовал  | Не участвовал  | Не участвовал  | Не участвовал  |
| 1964/65                                                                                  | Нью-Йорк | 62               |                  | 19,2             | 48,2             |                  | 71,2             | 5,0              | 1,0              |                  |                  | 8,3              | Не участвовал  | Не участвовал  | Не участвовал  | Не участвовал  | Не участвовал  | Не участвовал  | Не участвовал  | Не участвовал  | Не участвовал  | Не участвовал  | Не участвовал  |
|                                                                                          | Всего    | 353              |                  | 18,1             | 46,0             |                  | 68,2             | 4,6              | 1,0              |                  |                  | 7,1              | Не участвовал  | Не участвовал  | Не участвовал  | Не участвовал  | Не участвовал  | Не участвовал  | Не участвовал  | Не участвовал  | Не участвовал  | Не участвовал  | Не участвовал  |
| Наведите курсор мыши на аббревиатуры в заголовке таблицы, чтобы прочесть их расшифровку. |          |                  |                  |                  |                  |                  |                  |                  |                  |                  |                  |                  |                |                |                |                |                |                |                |                |                |                |                |

### Статистика в NCAA
| Сезон | Команда     | Conf  | Class | GP | GS | MPG | FG%  | 3P% | FT%  | RPG  | APG | SPG | BPG | PPG  |
| --- | ----------- | ----- | ----- | -- | -- | --- | ---- | --- | ---- | ---- | --- | --- | --- | ---- |
| 1957/58 | Уэйк-Форест | ACC   | SO    | 23 |    |     | 47,5 |     | 69,3 | 8,5  |     |     |     | 15,8 |
| 1958/59 | Уэйк-Форест | ACC   | JR    | 24 |    |     | 43,2 |     | 66,8 | 8,6  |     |     |     | 14,6 |
| 1959/60 | Уэйк-Форест | ACC   | SR    | 28 |    |     | 49,7 |     | 72,7 | 10,0 |     |     |     | 10,7 |
| Всего | Всего       | Всего | Всего | 75 |    |     | 46,6 |     | 69,2 | 9,1  |     |     |     | 13,5 |
| Наведите курсор мыши на аббревиатуры в заголовке таблицы, чтобы прочесть их расшифровку Статистика приведена с сайта sports-reference.com |             |       |       |    |    |     |      |     |      |      |     |     |     |      |